# 빨강구두 (드라마)
《빨강구두》는 2021년 7월 5일부터 2021년 12월 10일까지 미스 몬테크리스토의 후속으로 방영된 KBS 2TV 일일 드라마이다.

## 기획 의도
자신의 성공을 위해 혈육의 정을 외면한 채 사랑과 욕망을 찾아 떠난 비정한 엄마와 그녀에 대한 복수심으로 멈출 수 없는 욕망의 굴레에 빠져든 딸의 이야기.

## 방송 시간
| 방송 채널 | 방송 기간                                              | 방송 시간                  | 방송 분량 |
| --------- | ------------------------------------------------------ | -------------------------- | --------- |
| KBS 2TV   | 2021년 7월 5일 ~ 2021년 12월 10일 [1회~100회] (본방송) | 매주 평일 저녁 7:50 ~ 8:30 | 40분      |

## 제작진

### 연출
- 박기현 : ( KBS2 청소년 성장드라마 《반올림#1》(공동연출), KBS2 청소년 성장드라마 《반올림#2》(공동연출), KBS2 청소년 성장드라마 《반올림#3》(공동연출), KBS2 8부작 웹 드라마 《넘버 식스》 (공동연출), KBS1 저녁 일일연속극 《꽃길만 걸어요》(연출), KBS2 단막극 《드라마 스페셜 2020 그곳에 두고 온 라일락》(연출) 등 연출 )

### 극본
- 황순영 : ( KBS1 1부작 특집 드라마 《언제나 신혼》(집필), KBS2 단막극 《드라마게임 - 어데갔다 인제왔노》(집필), KBS2 단막극 《드라마게임 - 연극이 끝나고 난 뒤》(집필), KBS2 단막극 《드라마게임 - 병아리》(집필), KBS2 단막극 《드라마게임 - 마누라 찾아가기》(집필), KBS2 단막극 《드라마게임 - 컴백 홈》(집필), KBS2 단막극 《드라마게임 - 쌍권총 찬 사나이》(집필), KBS2 주간 청춘 드라마 《사랑이 꽃피는 교실》(집필), KBS2 단막극 《드라마게임 - 귀여운 여자》(집필), KBS2 단막극 《드라마게임 - 살과의 전쟁》(집필), KBS2 일요 아침 일일드라마 《귀여운 여자》(공동집필/중도하차), KBS2 단막극 《드라마게임 - 엑스트라》(집필), KBS2 단막극 《드라마게임 - 첫날밤 이야기》(집필), KBS2 주간 시츄에이션 청소년 드라마 《스타트》(집필), KBS2 단막극 《드라마게임 - 새아빠》(집필), KBS2 단막극 《드라마게임 - 아랫층에 사는 여자》(집필), KBS2 단막극 《드라마게임 - 남자답게 사는 법》(집필), KBS2 금요 시츄에이션 드라마 《부부클리닉 사랑과 전쟁》(공동집필), KBS2 일일 어린이 드라마 《요정 컴미》(공동집필), KBS2 저녁 일일연속극 《헬로! 발바리》(집필), KBS2 저녁 일일 어린이 드라마 《울라불라 블루짱》(집필), KBS2 TV소설 《순옥이》(집필), 《투혼》(연출지원), KBS2 저녁 일일연속극 《루비 반지》(집필), KBS2 저녁 일일연속극 《뻐꾸기 둥지》(집필), 2015년 MBC 저녁 일일연속극 《위대한 조강지처》(집필) 등 집필 )

## 등장인물
- (†) 표시는 드라마 상에서 최종적으로 사망한 인물이다.

### 주요 인물
- 최명길 : 민희경 역 - 이 드라마의 메인 여주인공이자 메인 악녀 및 최종 보스. 진아/젬마 & 진호 & 혜빈의 어머니. 죽은 정국/명준의 전처. 죽은 숙자의 전 며느리. 죽은 혁상의 아내. 로라구두 대표 → 해임

- 소이현 : 김진아/젬마(권진아/젬마) 역 (아역 : 이아라. 1회 ~ 4회 ~ 98회) - 이 드라마의 메인 여주인공. 죽은 정국/명준의 의붓딸. 죽은 권혁상 & 민희경의 친딸. → 죽은 옥경의 수양딸. 죽은 진호의 이부누나. 혜빈의 친언니. 편의점, 카페 알바생 → 한식당 <양산>의 직원 → 로라 인턴 사원, 기석의 연인 → 디자이너, 현석의 연인 → 사직 → 로라구두 팀장 → 로라구두 공동대표 → 사임 → 유학생 → 기석의 연인.(4회 ~ 100회)

- 박윤재 : 윤기석 역 - 이 드라마의 메인 남주인공. 죽은 숙자의 큰 손자이자 현석의 형. 정국/명준의 큰조카. 명욱의 큰아들. 진호의 큰사촌형. 퓨전 한식당 <양산>의 대표 → 치킨집 사장. 지적이며 차분한 성격. 은초의 전남편 → 젬마의 연인 (5회 ~ 100회)

- 신정윤 : 윤현석 역 - 이 드라마의 서브 남주인공. 죽은 숙자의 둘째 손자이자 기석의 동생. 명욱의 둘째아들. 정국/명준의 작은조카. 진호의 작은 사촌형. 자유로운 몸과 영혼의 소유자, 로라구두 팀장 → 사직. 진아/젬마의 연인 → 이별 후 스페인으로 떠남.(8회 ~ 78회, 99회)

- 정유민 : 권혜빈 역 - 이 드라마의 서브 악녀. 죽은 혁상과 희경의 딸. 귀여움만 받고 자란 금수저 철부지 공주. 젬마의 친 여동생. 진호의 이부 여동생. 로라구두 과장. 현석의 연인 → 현석의 전 연인 → 로라구두 대표 디자이너. (6회 ~ 100회)

### 희경 주변 인물
- 선우재덕 : 권혁상 역 (†) - 이 드라마의 중간 보스, 만악의 근원이자 이 쪽은 민희경보다 더 악한 빌런이다. 과거 희경을 배신한 애인. 현재 남편. 제화업계 전설적인 인물로 구두닦이, 구두공장 공원으로 시작해 국내에 내로라하는 구두사업을 일으킨 호탕한 사업가. 죽은 금순의 아들. 혜빈, 진아/젬마의 친아버지. 주형의 의붓아버지. 로라네트웍스 회장. → 사직 → 수감자. → 사형선고를 받아 사형을 당해서 사망한다.

- 최영완 : 권수연 역 - 죽은 혁상의 여동생. 희경의 시누이. 진아/젬마 & 혜빈의 친 고모, 주형의 의붓 고모. 주식회사 <로라>의 홍보이사. 죽은 금순의 딸. 태길의 여자친구.

- 황동주 : 권주형 역 (아역: 장재하) - 죽은 혁상의 전처인 엄상미가 결혼 전에 낳은 아들. 진아/젬마 & 혜빈의 의붓 오빠. 로라구두 본부장 → 로라구두 공동대표 → 로라네트웍스 회장. (72회 ~ 100회)

### 기석과 현석 주변 인물
- 반효정 : 최숙자 역 (†) - 지하 대부업계의 소문난 큰 손, 남자보다 더 배짱 좋고 화통한 성격으로, 평생 악착같이 돈만 모으고 산 여장부. 기석, 현석의 친할머니. 명욱의 친어머니. 정국/명준의 양어머니. 진호의 양할머니. (5회 ~ 99회)

### 젬마 주변 인물
- 경인선 : 소옥경 역 (†) - 태길의 누나. 건욱의 어머니. 이동식커피 → 펄세스 크린 사장 → (1회 ~ 71회)

- 이숙 : 양선희 역 - 죽은 옥경과 같은 재래시장에서 이동식 커피를 팔고 있는, 죽은 옥경의 사회 친구. 라이벌.

- 김광영 : 소태길 역 - 죽은 옥경의 동생. 치킨집 주방장 → 펄세스 크린 사장. 수연의 남자친구. (1회 ~ 4회, 8회 ~ 100회)

- 지상윤 : 이건욱 역 (아역 : 신서우, 1회 ~ 4회) - 죽은 옥경의 유복자 아들, 태길의 조카, 유경의 연인. → 부부. (5회 ~ 100회)

- 하은진 : 정유경 역 - 진아의 친구. 건욱의 연인. → 부부. (4회 ~ 100회)

### 로라그룹 직원들
- 차승우 : 이태하 역

- 김리원 : 정예은 역

- 이다니 : 김소진 역

### 그 외 인물
- 박하솔 : 여 팀장 역 - 로라구두 디자인 팀장. 민희경의 측근. 권주형의 스파이. 홍철수의 친딸.

- 유형관 : 홍철수 역 - 죽은 혁상네 집사. 여 팀장의 친아버지.

- 진시원 : 송비서 역 - 죽은 혁상의 비서.

- 한채경 : 고은초 역 - 기석의 전처. 이재의 이모. 20회 , 42회 ~ 47회)

- 박도빈 : 이재 역 - 은초의 조카. (43회 ~ 47회)

- 손선근 : 의사 역

- 유준아 : 엄상미 역 (†) - 죽은 혁상의 전처. 주형의 어머니. 정신 질환을 앓다가 폐렴으로 사망.

- 이재욱 : 사채업자 역 - 젬마에게 돈을 받으러 온 사채업자 (6회)

- 이명호 : 박진섭 역 - 신용탐정사무소의 실장.

- 박용 : 고왕식 역 - 숙자가 의뢰한 흥신소 직원.

- 염동헌 : 손영호 역 - 국회의원이자 당대표.

- 이주미 : 성 여사 역 - 중매쟁이 부인. 상류층 자녀들만 중매를 하는 결혼정보회사 대표.(9회)

- 이규섭 : 사채업자 역

- 한예주 : 소송한 디자이너 역

- 김승욱 : 정민영 역 - 죽은 혁상과 친한 경찰서장

- 김결 : 지강세 역 - 수연의 맞선남. 치과의사. 태길의 라이벌.

- 미상 : 윤명욱 역 (†) - 숙자의 친아들. 기석, 현석의 아버지. 정국/명준의 양동생. 진호의 작은아버지. 기석, 현석이 어렸을 때 사고로 사망.

- 윤미향 : 숙자네 도우미 아주머니 역

- 신서우

### 특별출연
- 김규철 : 김정국/윤명준 역 (†) (아역: 표동준) - 희경의 첫 번째 남편. 죽은 숙자의 양아들. 진아/젬마의 의붓아버지. 진호의 친아버지. 기석 & 현석의 큰아버지. 명욱의 양형. (1회 ~ 3회, 16회, 27회, 53회, 57회, 62회, 100회)

- 서권순 : 조금순 역 (†) - 죽은 혁상과 수연의 어머니. 희경의 시어머니. 진아 & 혜빈의 친할머니. 주형의 의붓 할머니. 치매를 앓다가 사망. (1회 ~ 4회, 55회 ~ 56회, 87회, 91회, 100회)

- 박건일 : 김진호/윤진호 역 (†) (아역 : 김동하 1회 ~ 4회) - 희경과 정국의 친아들. 진아의 이부 남동생. 혜빈의 이부오빠. 숙자의 양손자. 기석, 현석의 사촌동생. 명욱의 조카. 인턴 의사. 소매치기를 쫓아갔다가 머리를 가격 당해 혼수상태에서 희경을 찾다가 사망. (5회 ~ 6회, 8회, 27회)

- 이선영 : 토크쇼 MC, 뉴스앵커 역 (6회, 91회, 99회)

- 배창복 : 라디오 DJ 역 (목소리 출연. 41회)

## 시청률
최저 시청률과 최고 시청률은 시청률 조사회사와 지역별로 시청률에 차이가 있을 수 있습니다.
| 2021년      | 2021년      | 2021년          | 2021년          | 2021년        |
| 회차        | 방송일      | TNmS 시청률     | AGB 시청률      | AGB 시청률    |
| 회차        | 방송일      | 대한민국 (전국) | 대한민국 (전국) | 서울 (수도권) |
| ----------- | ----------- | --------------- | --------------- | ------------- |
| 제1회       | 7월 5일     | 14.3%           | 12.8%           | 10.9%         |
| 제2회       | 7월 6일     | 13.0%           | 12.0%           | 10.2%         |
| 제3회       | 7월 7일     | 13.4%           | 12.2%           | 10.4%         |
| 제4회       | 7월 8일     | 14.1%           | 12.0%           | 10.5%         |
| 제5회       | 7월 9일     | 13.6%           | 11.6%           | 9.8%          |
| 제6회       | 7월 12일    | 14.7%           | 13.1%           | 12.1%         |
| 제7회       | 7월 14일    | 14.0%           | 12.3%           | 10.7%         |
| 제8회       | 7월 15일    | 15.4%           | 13.3%           | 12.1%         |
| 제9회       | 7월 16일    | 14.7%           | 12.8%           | 11.1%         |
| 제10회      | 7월 19일    | 14.8%           | 13.4%           | 12.2%         |
| 제11회      | 7월 20일    | 15.1%           | 14.0%           | 13.2%         |
| 제12회      | 7월 21일    | 14.9%           | 13.8%           | 12.4%         |
| 제13회      | 7월 22일    | 16.4%           | 15.0%           | 13.2%         |
| 제14회      | 7월 23일    | 14.4%           | 12.3%           | 10.7%         |
| 제15회      | 8월 9일     | -               | 12.6%           | 11.3%         |
| 제16회      | 8월 10일    | -               | 13.9%           | 12.1%         |
| 제17회      | 8월 11일    | -               | 13.9%           | 12.3%         |
| 제18회      | 8월 12일    | -               | 14.6%           | 12.8%         |
| 제19회      | 8월 13일    | 16.6%           | 14.2%           | 12.8%         |
| 제20회      | 8월 16일    | 15.6%           | 14.2%           | 13.5%         |
| 제21회      | 8월 17일    | 16.1%           | 15.2%           | 13.6%         |
| 제22회      | 8월 18일    | 15.7%           | 15.8%           | 13.7%         |
| 제23회      | 8월 19일    | 16.5%           | 15.1%           | 13.0%         |
| 제24회      | 8월 20일    | 16.0%           | 15.4%           | 14.0%         |
| 제25회      | 8월 23일    | 17.8%           | 15.9%           | 14.1%         |
| 제26회      | 8월 24일    | 18.4%           | 17.6%           | 15.8%         |
| 제27회      | 8월 25일    | 16.5%           | 16.2%           | 13.8%         |
| 제28회      | 8월 26일    | 17.1%           | 15.3%           | 13.5%         |
| 제29회      | 8월 27일    | 17.0%           | 16.1%           | 14.0%         |
| 제30회      | 8월 30일    | 16.7%           | 15.8%           | 13.9%         |
| 제31회      | 8월 31일    | 17.7%           | 17.0%           | 14.5%         |
| 제32회      | 9월 1일     | 17.4%           | 16.9%           | 14.5%         |
| 제33회      | 9월 2일     | 15.8%           | 15.9%           | 13.6%         |
| 제34회      | 9월 3일     | 17.0%           | 15.9%           | 14.0%         |
| 제35회      | 9월 6일     | 17.4%           | 16.8%           | 14.2%         |
| 제36회      | 9월 7일     | 16.4%           | 17.0%           | 15.0%         |
| 제37회      | 9월 8일     | 17.0%           | 16.2%           | 14.3%         |
| 제38회      | 9월 9일     | 16.4%           | 15.9%           | 14.0%         |
| 제39회      | 9월 10일    | 16.8%           | 15.8%           | 13.7%         |
| 제40회      | 9월 13일    | 17.4%           | 16.5%           | 14.3%         |
| 제41회      | 9월 14일    | 17.1%           | 16.7%           | 15.0%         |
| 제42회      | 9월 15일    | 17.7%           | 16.3%           | 13.8%         |
| 제43회      | 9월 16일    | 16.3%           | 16.6%           | 14.5%         |
| 제44회      | 9월 17일    | 15.9%           | 16.0%           | 13.8%         |
| 제45회      | 9월 22일    | 14.9%           | 15.6%           | 14.0%         |
| 제46회      | 9월 23일    | 16.9%           | 17.0%           | 15.3%         |
| 제47회      | 9월 24일    | 17.0%           | 16.7%           | 14.8%         |
| 제48회      | 9월 27일    | 17.5%           | 16.7%           | 14.2%         |
| 제49회      | 9월 28일    | 17.5%           | 17.5%           | 14.9%         |
| 제50회      | 9월 29일    | 17.2%           | 17.5%           | 15.4%         |
| 제51회      | 9월 30일    | 17.2%           | 16.6%           | 14.4%         |
| 제52회      | 10월 1일    | 16.9%           | 16.5%           | 14.9%         |
| 제53회      | 10월 4일    | 17.1%           | 17.4%           | 15.0%         |
| 제54회      | 10월 5일    | 17.6%           | 16.7%           | 13.9%         |
| 제55회      | 10월 6일    | 17.5%           | 16.4%           | 14.2%         |
| 제56회      | 10월 7일    | 17.4%           | 16.0%           | 13.4%         |
| 제57회      | 10월 8일    | 16.4%           | 15.4%           | 12.8%         |
| 제58회      | 10월 11일   | 17.6%           | 17.3%           | 14.7%         |
| 제59회      | 10월 12일   | 17.1%           | 16.8%           | 14.1%         |
| 제60회      | 10월 13일   | 17.0%           | 17.0%           | 14.6%         |
| 제61회      | 10월 14일   | 17.1%           | 16.0%           | 14.1%         |
| 제62회      | 10월 15일   | 17.3%           | 16.0%           | 13.1%         |
| 제63회      | 10월 18일   | 18.1%           | 16.9%           | 14.8%         |
| 제64회      | 10월 19일   | 17.1%           | 16.4%           | 13.7%         |
| 제65회      | 10월 20일   | 17.2%           | 16.2%           | 14.6%         |
| 제66회      | 10월 21일   | 17.9%           | 16.8%           | 13.8%         |
| 제67회      | 10월 22일   | 17.0%           | 16.9%           | 14.2%         |
| 제68회      | 10월 25일   | 17.8%           | 16.1%           | 13.1%         |
| 제69회      | 10월 26일   | 17.6%           | 17.0%           | 14.1%         |
| 제70회      | 10월 27일   | 17.5%           | 16.2%           | 13.5%         |
| 제71회      | 10월 28일   | 18.1%           | 15.9%           | 14.2%         |
| 제72회      | 10월 29일   | 17.9%           | 16.8%           | 14.6%         |
| 제73회      | 11월 1일    | 19.2%           | 16.7%           | 13.9%         |
| 제74회      | 11월 2일    | 18.9%           | 17.2%           | 14.9%         |
| 제75회      | 11월 3일    | 19.0%           | 16.7%           | 13.2%         |
| 제76회      | 11월 4일    | 18.3%           | 17.2%           | 14.8%         |
| 제77회      | 11월 5일    | 18.3%           | 16.1%           | 13.2%         |
| 제78회      | 11월 8일    | 18.9%           | 17.5%           | 15.6%         |
| 제79회      | 11월 10일   | 18.5%           | 17.4%           | 14.6%         |
| 제80회      | 11월 11일   | 18.5%           | 16.9%           | 14.2%         |
| 제81회      | 11월 12일   | -               | 17.0%           | 14.4%         |
| 제82회      | 11월 16일   | 18.9%           | 17.1%           | 14.0%         |
| 제83회      | 11월 17일   | 18.2%           | 16.8%           | 13.9%         |
| 제84회      | 11월 18일   | 18.8%           | 17.5%           | 14.8%         |
| 제85회      | 11월 19일   | 19.0%           | 17.1%           | 15.2%         |
| 제86회      | 11월 22일   | 19.5%           | 18.6%           | 16.0%         |
| 제87회      | 11월 23일   | 18.6%           | 17.2%           | 14.3%         |
| 제88회      | 11월 24일   | 19.2%           | 17.6%           | 14.6%         |
| 제89회      | 11월 25일   | 18.1%           | 17.6%           | 15.6%         |
| 제90회      | 11월 26일   | 18.2%           | 17.1%           | 14.6%         |
| 제91회      | 11월 29일   | 18.0%           | 17.1%           | 14.8%         |
| 제92회      | 11월 30일   | 17.9%           | 18.2%           | 15.5%         |
| 제93회      | 12월 1일    | 17.5%           | 18.0%           | 14.7%         |
| 제94회      | 12월 2일    | 17.9%           | 18.1%           | 15.4%         |
| 제95회      | 12월 3일    | -               | 17.4%           | 15.2%         |
| 제96회      | 12월 6일    | 17.4%           | 17.9%           | 15.0%         |
| 제97회      | 12월 7일    | -               | 19.2%           | 17.2%         |
| 제98회      | 12월 8일    | 19.9%           | 18.6%           | 15.5%         |
| 제99회      | 12월 9일    | 19.9%           | 19.0%           | 16.1%         |
| 제100회     | 12월 10일   | 19.9%           | 19.6%           | 17.1%         |
| 평균 시청률 | 평균 시청률 | -               | 16.1%           | 13.9%         |

## 결방 사유
- 2021년 7월 13일 : 《2020 도쿄올림픽》 축구 국가대표팀 평가전 《대한민국 VS 아르헨티나》 중계방송으로 인한 결방.
- 2021년 7월 26일 ~ 2021년 8월 6일 : 《2020 도쿄올림픽》 중계방송으로 인한 결방.
- 2021년 9월 20일 : 《추석특집 전설의 배우들》 편성으로 인한 결방.
- 2021년 9월 21일 : 《추석특선영화 도굴》 편성으로 인한 결방.
- 2021년 11월 9일 : KBS 스포츠 2021년 KBO 리그 플레이오프 1차전 두산 베어스 VS 삼성 라이온즈 중계방송으로 인한 결방.
- 2021년 11월 15일 : KBS 스포츠 2021년 한국시리즈 2차전 두산 베어스 VS KT 위즈 중계방송으로 인한 결방.

## 수상 및 후보
| 연도 | 시상식             | 부문                        | 수상자   | 결과 |
| ---- | ------------------ | --------------------------- | -------- | ---- |
| 2021 | KBS 연기대상       | 여자 최우수상               | 최명길   | 후보 |
| 2021 | KBS 연기대상       | 일일드라마부문 남자 우수상  | 선우재덕 | 후보 |
| 2021 | KBS 연기대상       | 일일드라마부문 여자 우수상  | 최명길   | 후보 |
| 2021 | KBS 연기대상       | 일일드라마부문 여자 우수상  | 소이현   | 수상 |
| 2021 | KBS 연기대상       | 남자 인기상                 | 박윤재   | 후보 |
| 2021 | KBS 연기대상       | 여자 인기상                 | 소이현   | 후보 |
| 2022 | 에이판 스타 어워즈 | 연속극부문 여자 우수 연기상 | 소이현   | 수상 |

## 참고 사항
- 황순영 작가는 MBC 일일 드라마 《위대한 조강지처》 이후 5년 7개월 만에 복귀한다. 당초 본작은 2017년 하반기에 SBS 일일 드라마로 첫 방영 예정이었으나, 2017년 상반기에 《사랑은 방울방울》을 끝으로 SBS 일일 드라마가 폐지되어[2] 편성이 불발된 바 있다.
- SBS 일일 드라마 기획 당시 제목은 《빨강구두》였으나, 2021년 KBS에서 편성된 후 《용서받지 못할 여자》, 《피도 눈물도 없이》로 제목이 변경되었다. 그러나, 초기 제목에서 띄어쓰기를 한 《빨강 구두》로 제목이 최종 확정되었다.
- 황순영 작가는 《헬로! 발바리》[3], 《요정컴미》, 《루비반지》, 《뻐꾸기 둥지》에 이어 5번째로 드라마를 집필하였다.
- 정유민, 김규철은 KBS 1TV 일일 드라마 《꽃길만 걸어요》와 KBS 2TV 드라마 스페셜 《그곳에 두고 온 라일락》에 이어서 세 번째로 박기현 PD 연출작에 출연하게 되었다.
- 최명길은 《인형의 집》, 《우아한 모녀》에 이어서 3번째로 KBS 2TV 일일 드라마에 출연한다.
- 소이현은 2016년 《여자의 비밀》 이후 4년 8개월 만에 KBS 2TV 일일 드라마에 복귀한다.
- 박윤재는 KBS 1TV 일일 드라마 《비켜라 운명아》 이후 2년 3개월 만에 복귀한다.
- 신정윤은 2020년 KBS 1TV 일일 드라마 《기막힌 유산》 이후 9개월 만에 복귀한다.
- 박기현 PD와 정유민, 선우재덕, 김규철과 이아라, 이다니는 KBS 1TV 일일 드라마 《꽃길만 걸어요》에 이어서 다시 한 번 호흡을 맞춘다.
- 반효정은 KBS 1TV 일일 드라마 《누가 뭐래도》 이후 3개월 만에 복귀한다.
- 하은진은 MBC 일일 드라마 《용왕님 보우하사》 이후 2년 만에 복귀한다.
- 최명길, 김광영은 2018년 KBS 2TV 저녁일일드라마 《인형의 집》에 이어 3년 10개월 만에 다시 한 번 호흡을 맞춘다.
- 정유민과 선우재덕은 KBS 1TV 일일 드라마 《꽃길만 걸어요》에 이어서 다시 한 번 부녀지간으로 호흡을 맞추며, 악역으로 출연한다.
- 박윤재, 서권순은 2017년 KBS 2TV 저녁일일드라마 《이름 없는 여자》에 이어 3년 10개월 만에 다시 한 번 호흡을 맞춘다.
- 선우재덕, 반효정은 KBS 1TV 일일 드라마 《사랑은 노래를 타고》, 《별난 가족》, KBS 2TV TV소설 《파도야 파도야》 이후로 4번째로 호흡을 맞춘다.
- 황순영 작가와 이숙은 KBS 2TV 저녁일일드라마 《뻐꾸기 둥지》, MBC 일일 드라마 《위대한 조강지처》에 이어 세 번째로 호흡을 맞춘다.
- 본작에 특별출연한 서권순은 황순영 작가와 KBS 2TV 저녁일일드라마 《뻐꾸기 둥지》에서 호흡을 맞춘 적 있다.
- 신정윤과 극 중 새롭게 투입된 황동주는 KBS 2TV 주말 드라마 《같이 살래요》에 이어 3년 1개월 만에 다시 한 번 호흡을 맞춘다.
- 극 중 새롭게 투입된 황동주는 KBS 2TV 어린이 드라마 《요정컴미》, KBS 2TV 일일 드라마 《뻐꾸기 둥지》, MBC 일일 드라마 《위대한 조강지처》에 이어 네 번째로 황순영 작가와 호흡을 맞추는 계기가 되었다.

## 같이 보기
- 대한민국의 텔레비전 드라마 목록 (ㅂ)
- 2021년 대한민국의 텔레비전 드라마 목록